# Abingdon
Abingdon (ali arhaično Abbingdon-on-Thames, Abingdon na Temzi) je mesto v Oxfordshiru v južni Angliji. Je sedež okrožja Vale of White Horse. Nekdaj glavno mesto grofije Berkshire je z odlokom leta 1974 pripadlo grofiji Oxfordshire.
Abingdon je eden od krajev, za katere trdijo, da so najstarejša trajno naseljena britanska mesta, saj ima 6000-letno zgodovino stalne poselitve. Po popisu iz leta 2001 ima 30.626 prebivalcev.